# Arnold Gehlen
Arnold Gehlen (29. ledna 1904 Lipsko – 30. ledna 1976 Hamburg) byl německý sociolog a filosof, jeden z klasiků filosofické antropologie.

## Život
Po maturitě studoval jazyky a psychologii v Lipsku a v Kolíně nad Rýnem, kde roku 1927 promoval u vitalistického biologa Hanse Driesche. Roku 1930 se habilitoval prací o „absolutní fenomenologii“ a roku 1933 vstoupil do NSDAP. Od roku 1934 byl asistentem kulturních dějin a sociologie v Lipsku, od roku 1938 byl profesorem v Královci (Königsberg, Kaliningrad) a od roku 1940 ve Vídni. Roku 1941 byl povolán do armády a sloužil jako úředník v Praze, ke konci války musel jako důstojník na frontu a byl těžce zraněn. V letech 1947–61 byl profesorem na vysoké škole ve Špýru a v letech 1962–69 na Technické vysoké škole v Cáchách (TH Aachen).
Ve 30. letech se Gehlen zapletl s nacismem. Byl aktivním členem sdružení nacistických docentů a zastával místa po pronásledovaných profesorech. Nikdy však nebyl antisemita a ve vyšších nacistických kruzích si důvěru nezískal. Po krátké přestávce se roku 1947 mohl vrátit na vysokou školu.

## Myšlení a dílo
Gehlenovo myšlení bylo ovlivněno H. Drieschem, Nicolaiem Hartmannem a zejména Maxem Schelerem. Ve svém nejznámějším díle „Člověk“ (Der Mensch, poprvé vyšlo 1940, mezitím v mnoha vydáních a překladech) podává široce založenou syntézu biologických, etologických a antropologických poznatků s fenomenologickým výkladem.
Člověk je podle Gehlena především „jednající bytost“, která pracuje a přetváří své prostředí. Zároveň je ale anatomicky v nevýhodě tím, že není specializován pro žádný určitý způsob života a obživy, a navíc oproti svým nejbližším příbuzným primátům ztratil v průběhu evoluce (ve fylogenezi) velkou část instinktů. Jeví se tedy jako „nedostatková bytost“ (Mängelwesen), což musí nahrazovat jednak mimořádnou schopností přijímat podněty ze svého okolí a učit se (Weltoffenheit), jednak kulturou, technikou, tradicí, a zejména vytvářením institucí, které ho chrání před přílišným a nebezpečným experimentováním.
Individuální lidský vývoj (ontogeneze) je už od narození charakterizován sbíráním zkušeností, které je člověk schopen zpracovávat abstrakcemi, takže si brzy získá jistý odstup a nadhled. Věci, které už prozkoumal a zvládl, může pokládat za známé a nemusí jim věnovat velkou pozornost. Naopak pohyby a jednání, které se dobře naučil, dokáže automatizovat, čímž dosahuje značného „odlehčení“ (Entlastung) z nesmírného tlaku všemožných vjemů, jež na něj stále útočí.
Schopnost odstupu, zobecnění a abstrakce se ještě stupňuje řečí, která vstupuje jako prostředník mezi člověka a přímou zkušenost. Zároveň člověka mimořádně silně socializuje a umožňuje přesné a účinné předávání zkušeností a znalostí včetně osvědčených způsobů jednání. Pouze člověk je díky řeči schopen kumulovat, uchovávat a účinně předávat bohatství zkušenosti, kterou sám neučinil. To je základ lidské kultury, která se předává tradicí a upevňuje v institucích. Bez nich by člověk nemohl přežít.
Zejména v pozdějších letech se Gehlen zabýval dějinami lidské kultury a jejím ohrožením technikou v současné době. Patřil k výrazným postavám „kulturní kritiky“ modernity. Ostře kritizoval hnutí roku 1968 a vedl četné polemiky, včetně veřejné debaty s Adornem, s nímž se ale ve svém kulturním pesimismu shodl.

## Význam a vliv
Sedmdesát let po svém prvním vydání zůstává Gehlenův „Člověk“ velmi užitečnou syntézou našich vědomostí o člověku. Pojem „zahlcení podněty“ (Reizüberflutung) přešel do obecného jazyka, pojem „nedostatkové bytosti“ převzali američtí sociologové Peter Berger a Thomas Luckmann, s jistou kritikou filosof Hans Blumenberg a mnoho dalších. O významu kultury a institucí podobně soudil i filosof Jürgen Habermas, sociolog Niklas Luhmann a jeho škola, stejně jako současní badatelé v oblasti kulturní evoluce. Kritikové Gehlenovi vytýkají, že jeho pojetí příliš zdůrazňuje nedostačivost člověka a na druhé straně přeceňuje význam institucí.